# Andravida
Andravida är en lite tyngre hästras från Grekland som ibland kallas Grekisk häst eller Iliahäst. Andravidan har en legend om sig där en turkisk guvernör blev erbjuden två andravidor som fredsgåva och var så nöjd med hästarna att han gav grekerna ensamrätt att avla på rasen. Rasen är nästan utdöd idag då den inte avlas någon annanstans än på Grekland och i Ilia där den avlas menar man att det beror på ensamrätten som den turkiska guvernören gav dem.  

## Historia
Andravidans förfäder var hästar som levde runt 300 f.Kr i Grekland. Dessa hästar användes av det grekiska artilleriet i Aten, både som stridshästar och som transporthästar. Runt år 600 e.Kr gjorde kavalleriet en utrensning av sina hästar och man har hittat den lista där det menades att Andravidan var den häst som användes mest under den här tiden. 
Andravidans historia är näst intill oförändrad ända fram till 1200-talet då man började korsa dessa hästar med arabiska fullblod som man tagit som krigsbyte. Detta gjorde man ända fram till 1400-talet då man använde ättlingarna i kavalleriet och vissa såldes även till franska kavalleriet. 
Det grekiska kavalleriet har använt hästarna ända fram till modern tid. Under början av 90-talet försökte man rädda rasen genom en hingst som hette Pegasus. Han fick över 50 föl som skickades till uppfödare i Ilia. Det dröjde ända fram till 1995 innan rasen fick en stambok och då hade den redan blivit förädlad ytterligare med den ungerska varmblodshästen Nonius.

## Egenskaper
Andravidan är en kraftig häst med starka, kraftiga ben. Hästen förekommer ganska stor i exteriören. Idag används hästen både inom jordbruk, beridna kavalleriet och som ridhäst i bland annat hoppning. I Grekland har man även utställningar där man visar upp andravidan. Förutom de tillåtna färgerna tillåter de grekiska uppfödarna även hästar som har vita tecken på sidorna och vita tecken i ansiktet. 